# Damián de Vega Castro y Pardo
Damián de Vega Castro y Pardo fue gobernador de la provincia española de La Florida del 26 de noviembre de 1639 al 10 de abril de 1645.

## Gobierno en Florida
Castro fue nombrado gobernador de La Florida el 26 de noviembre de 1639. Durante los primeros meses de su administración, negoció una paz entre las tribus chacato, apalachicola, amacano y apalache.
Ese mismo año, Castro propuso que los chiscas, considerados por los españoles como un pueblo violento, se asentaran en comunidades agrícolas cercanas a San Agustín donde, como parte del programa de reducción, Castro pretendía emplearlos en la recuperación de indios cristianizados fugitivos, aunque no se sabe si el plan se puso en práctica. El 9 de julio de 1643, Castro escribió al rey Felipe IV que dos frailes que servían en la provincia habían convertido a mil indios. A fines de la década de 1640, después de que terminase el mandato de Castro, los chisca se dispersaron por toda la región superior del río San Juan, entre los timucua del distrito de Ibiniuti. Se sugirió que Castro debería haber asentado a los chisca a lo largo del río para abordar el problema de su salida de la misión San Diego. La presencia de los chisca en Florida provocó una rebelión de los apalaches en 1647 y, posteriormente, se realizaron varias redadas contra los timucua.
Castro tuvo que lidiar con el hecho de que el situado español (subsidio de dinero del gobierno) no llegaba a Florida desde 1636, problema que se agravó con la anulación involuntaria en 1643 de la llegada de alimentos a San Agustín, la capital de la provincia. Esto obligó a Castro a enviar otra carta al rey el 29 de agosto de 1644, explicando que la población de la ciudad moriría de hambre a menos de que se enviara ayuda pronto. El mandato de Castro como gobernador de La Florida terminó el 10 de abril de 1645, cuando fue reemplazado por Benito Ruíz de Salazar Vallecilla.